# Matija Majar
Matija Majar – Ziljski, slovenski rimskokatoliški duhovnik, narodopisec, jezikoslovec, teolog in narodni buditelj, * 7. februar 1809, Goriče v Ziljski dolini, † 31. julij 1892, Praga

## Življenje
Majar se je rodil v družini revnega krojača. Domači kraj je imel na Majarjevo ideologijo veliko vpliva zato se je pogosto podpisoval s psevdonimom Ziljski. Ko je imel Majar osem let ga je oče naučil brati v nemščini, pri devetih letih pa še v slovenščini. Tri leta je obiskoval šolo v Št. Štefanu, nato pa je z dvanajstim letom vstopil v celovško normalko. Zaradi revščine bi moral Majar študij opustiti, a mu je denarno podporo ponudil kanonik Biceling. S prejemanjem denarne podpore duhovnika se je obvezal, da bo postal duhovnik. Leta 1831 je končal gimnazijo v Celovcu in 1833 še licej v Gradcu. Po končanem liceju je nadaljeval šolanje v celovškem semenišču. Prvo službo je dobil kot ekspeditor v Celovcu. Nato je kot kaplan deloval v Rožeku in Žabnicah in leta 1843 dobil zanj zelo pomembno mesto stolnega kaplana v Celovcu, kjer je ostal do leta 1848. Zaradi aktivne nacionalno-politične dejavnosti je nemška duhovščina zahtevala pri škofu, da Majarja premesti iz Celovca in tako je bil 1848 leta premeščen na Sv. Višarje. V treh letih so ga premeščali po številnih, po večini nemških župnijah in ga leta 1851 namestili kot župnijskega upravitelja gorjanske župnije v Gorjah na Zilji. Tu je bil povsem odtrgan od političnega dogajanja in nanj ni imel bistvenega vpliva. 
V času po revoluciji se je Majar začel zanimati za Rusijo. Da bi navezal stike se je leta 1867 udeležil moskovske narodopisne razstave. Na razstavo je poslal ziljske noše, skrinje in druge predmete, risbe in opise, tako da je bila slovenska svatba najboljša predstavitev v tem delu razstave. Načrtoval je celo selitev v Rusijo, saj naj bi tam postal profesor. Toda pogajanja se niso dobro končala in pred smrtjo se je leta 1883 preselil v Prago. Tam se je izogibal stikov in kmalu postal povsem osamljen. Njegova osamljenost je bila povezana z njegovim strahom, da bi zbudil pozornost pri oblasteh. Toda njegov strah je imel zadnja leta že poteze preganjavice. Njegov vid je hitro pešal in tako je povsem ubobožan in osamljen, ter skoraj popolnoma slep 31. julija 1892 v Pragi umrl. Pokopan je na olšanskem pokopališču.

## Nacionalno-politična dejavnost
Leta šolanja v semenišču so imela velik vpliv na oblikovanje Majarjeve identitete. Na Majarja je vplival predvsem njegov učitelj Anton Martin Slomšek. 
V predrevolucijskih letih je Majar obiskoval številne slovenske vasi in zbiral slovenske ljudske pesmi in pripovedke. Te je leta 1869 izročil Slovenski matici. Majarjeva navdušenost za ljudsko gradivo pa je bila tesno povezana s prebujanjem narodne zavesti. Pisal je potopisne, etnološke, slovensko in slovansko spodbudne članke. Leta 1846 je izdal Pesmarico cerkveno, 1867 Slovnico rusko za Slovence in 1885 knjigo Sveta brata Ciril in Metod, slovanska apostola. V svojih rosnih letih političnega delovanja se je Matija Majar navduševal za ilirizem. Velik vpliv nanj je imel v tem času Stanko Vraz. Toda kljub temu, da je bil Majar odločen pristaš ilirizma, ni nikoli zagovarjal brezpogojnega sprejema hrvaškega jezika in hrvaške kulture, kakor so si za to prizadevali hrvaški ilirci. Po Majarjevem mišljenju naj bi knjižni jezik postalo narečje prebivalstva, ki živi med Ljubljano in Reko, se pravi narečje na prehodu iz slovenščine v hrvaščino. Toda ilirizem ni bil končni cilj Majarja, bil je zgolj predhodna stopnja. Majar je želel ustvariti vseslovanski jezik, zato se je že pred letom 1848 poskušal povezati z nekaterimi češkimi in ruskimi narodnjaki. Proti koncu leta 1847 je napisal in oddal v cenzuro svojo knjigo Pravila, kako izobraževati ilirsko narečje i u obče slovenski jezik. Toda v vsej njegovi dejavnosti ilirizem do leta 1848 ni imel prevladujočega položaja. Glavno vlogo je igrala njegova prosvetna dejavnost: zapisovanje ljudske ustvarjalnosti, boj za slovensko šolo in boj za uvedbo slovenskega pravopisa. 
Revolucija 1848 je Majarju omogočila, da je prvikrat odkrito izpovedal svoje nacionalne nazore, ki jih je prej mogel skrivati zaradi pritiska Metternichovega režima. Majar je prvi izmed Slovencev razkril svoj program v tisku. Že 17. marca 1848, to je tisti dan, ko je prišla v Celovec novica o revoluciji na Dunaju, je napisal svoj znameniti članek »Kaj Slovenci terjamo?«. Članek je objavil 29. marca v časopisu Kmetijske in rokodelske novice. V tem članku je Majar prvi postavil osnovne zahteve slovenskega nacionalnega gibanja: uvedba slovenščine v šole in urade ter združenje slovenskih dežel v eno celoto. Majar je tako večino svoje moči usmeril v boj za Zedinjeno Slovenijo. 26. decembra 1848 je v časopisu Slovenija predstavil načrt o preureditvi monarhije v zvezno državo narodov. Revolucija leta 1848 predstavlja vrh nacionalno-političnega delovanja Matije Majarja. 
Po padcu revolucije se je povečalo Majarjevo zanimanje za Rusijo. Napisal je rusko slovnico za Slovence, prvo v Sloveniji. V sedemdesetih letih si je Majar zamislil izdajanje časopisa Slavjan, pri čemer je na začetku računal na možnost njegovega izdajanja tudi v Rusiji, kamor naj bi se preselil. Namen Majarjevega časopisa Slavjan, ki je izhajal v letih od 1873 do 1875, je bil ustvaritev vseslovanskega jezika in strnitev slovanskih izobražencev okrog časopisa. Prenehanje delovanja Slavjana je Majarja močno prizadelo in popustil je v svoji aktivni publicistični aktivnosti. Leta 1885 je tako izšlo njegovo zadnje delo Sveta brata Ciril in Metod, slovanska apostola.